# Pionier (eiland)
Pionier (Russisch: Пионер; Pioner) is een eiland in het noordwestelijke deel van de Noordland-archipel (Severnaja Zemlja) in het Russische deel van Noordelijke IJszee, aan de rand van de Karazee. Aan noordoostzijde wordt het gescheiden van Komsomolets door de Straat Joeny, aan zuidzijde van Oktoberrevolutie en de Sedov-archipel door de Rode Legerstraat en aan zuidwestzijde van het eiland Kroepskoj door de Straat Lodotsjny.
Het eiland werd voor het eerst onderzocht tijdens een expeditie tussen 1931 en 1932 van het Instituut voor het Onderzoek naar het Noorden, waaraan Nikolaj Oervantsev, Georgi Oesjakov, Sergej Zjoeravljov en Vasili Chodov deelnamen. Het eiland is vernoemd naar de communistische jeugdorganisatie Pioniers.

## Geografie
De oppervlakte wordt geschat op ca. 1.550 km², waarmee Pionier het op drie na grootste eiland is van de archipel na Oktoberrevolutie, Bolsjevik en Komsomolets. Het oostelijke, hoger gelegen deel van het eiland wordt overdekt door de Pioniergletsjer (ijskap), die oploopt tot 382 meter. Deze gletsjer heeft een omvang van 199 km² en is in ieder geval sinds de jaren 1930 reeds langzaam bezig af te smelten. Naar verwachting zal ze over ongeveer 1000 jaar zijn verdwenen.
De kusten zijn rotsachtig en worden met name aan westzijde ingesneden door baaien. De belangrijkste daarvan is de Kalininbaai aan zuidwestzijde, waaraan ook Kroepskoj ligt en waarop onder andere de rivieren Kolentsjataja (gevoed door de Krosjkagletsjer), Govordivaja, Pionerka, Stroejka en Boejanka afwateren. Ten noorden daarvan liggen de bochten Loennaja ("maan") en Severnaja ("noord"). In de laatste mondt de rivier de Kroegovaja uit.
Ten noorden van Pionier liggen de kusteilandjes Kaplja en Popoetny.
Bolsjevik · Klein-Tajmyr · Komsomolets · Kroepskoj · Oktoberrevolutie · Pionier · Schmidt · Sedov-archipel · Starokadomski